# Джованни делле Банде Нере
Джованни де Медичи, известный также как  Джованни делле Банде Нере,  итал. Giovanni delle Bande Nere de’Medici, букв. «Джованни с чёрными полосами на гербе», (варианты написания: dalle Bande Nere, далле Банде, дельи Банде, дель Банде, деи Медичи), также прозывавшийся «Большой Дьявол» (итал. Il «Gran Diavolo») (5 апреля 1498, Форли — 30 ноября 1526, Мантуя) — последний из великих итальянских кондотьеров, отец Козимо I, герцога Тосканского.
Своей прочной репутацией для потомков он обязан перу писателя Пьетро Аретино, который был его близким другом, сопровождал его во многих походах, будучи изгнан из Рима, и стал свидетелем его смерти, описав её в одном из своих знаменитейших Letteri. Кроме того, Джованни был одной из любимых фигур Макиавелли, который считал, что он мог бы объединить Италию. Считается самым способным военачальником Италии XVI века, и иногда называется историками Бонапартом XVI века.

## Биография
Родился в североитальянском городе Форли в семье его матери, графини Катерины Сфорца — «Львицы Романьи», одной из самых известных женщин итальянского Ренессанса, и её третьего мужа Джованни де Медичи Иль Попполано, члена младшей ветви рода Медичи.

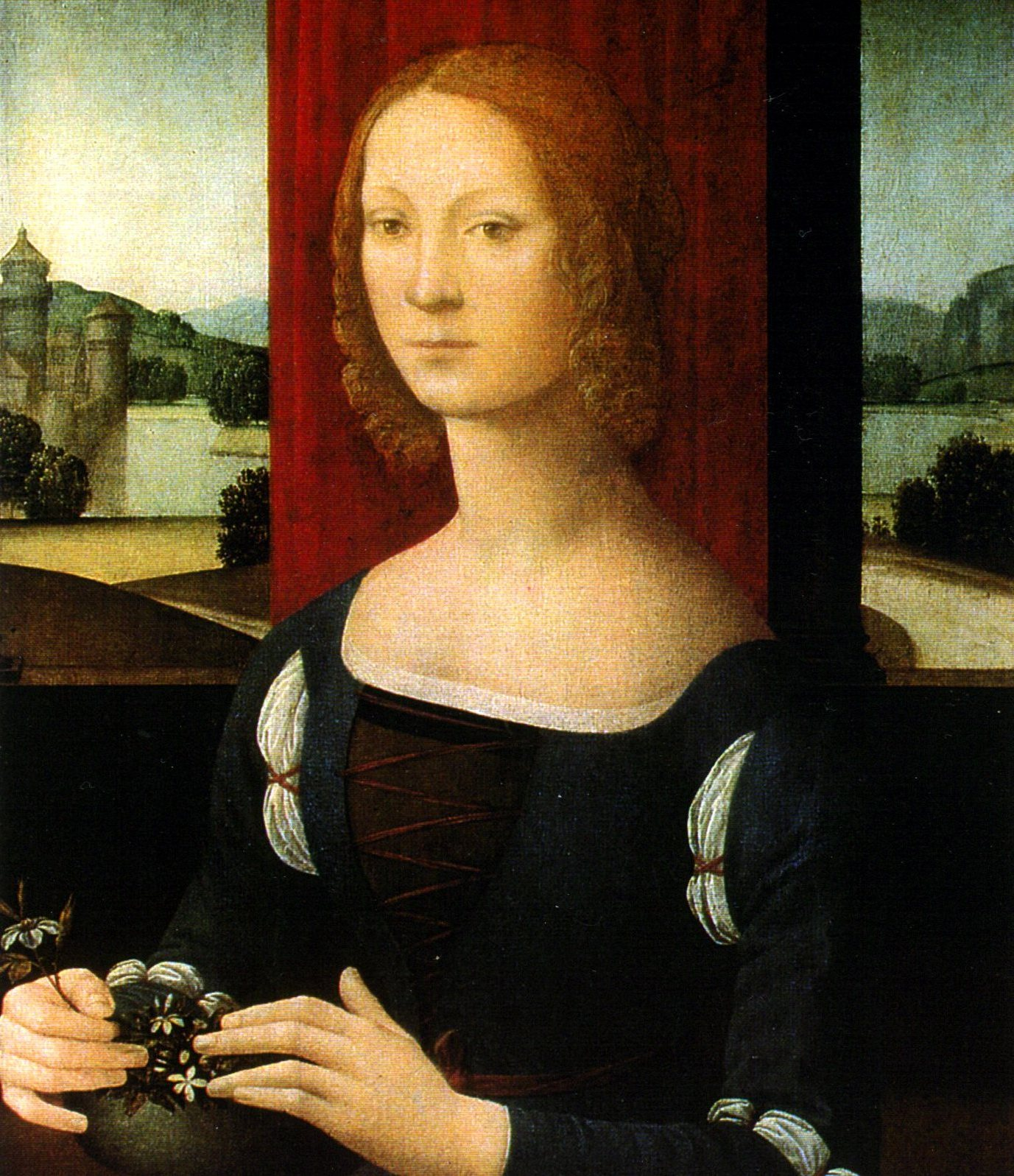
Портрет Катерины Сфорца работы Лоренцо ди Креди

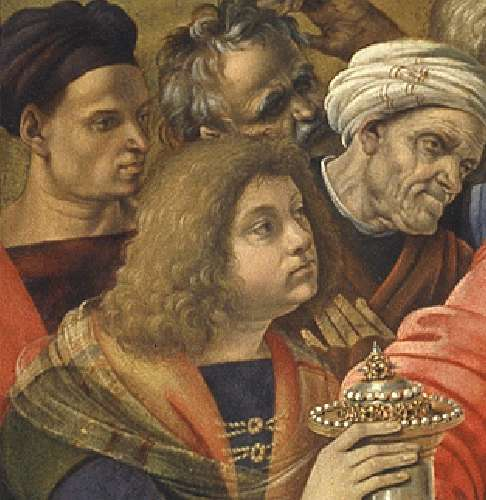
Предполагаемый портрет Джованни ди Медичи иль Попполано

Отец будущего полководца умер, когда ребенку было всего пять месяцев. Своего сына, названного в честь дяди, Лодовико Моро, после смерти мужа Катерина перекрестила из Людовика в Джованни — в честь умершего супруга. Форли, город его матери и его наследство, через некоторое время был захвачен отрядами Чезаре Борджиа и стал папским владением. Катерину взяли под стражу в качестве заложницы.
Мальчику было полтора года, когда Катерину взяли в плен. Она успела распорядиться, чтобы сына сразу отравили во Флоренцию к его дяде Лоренцо. А когда Джованни исполнилось три года, Катерина добилась освобождения и снова смогла начать о нём заботиться. Она поселилась с сыном на вилле Кастелло. Когда мальчику исполнилось восемь лет, Катерина отослала его в монастырь Annalena. Там Джованни воспитывался своей сестрой Бьянкой Риарио, дочерью Катерины от предыдущего брака. Согласно легенде, мать «обрядила его в девичье платье, совсем как Фетида, скрывавшая Ахилла в покоях Деидамии». Через год он снова вернулся к матери.
После смерти Катерины опека над 11-летним мальчиком согласно её завещанию перешла к флорентийцу Якопо Сальвиати, представителю банкирской династии, женатому на Лукреции, дочери Лоренцо Великолепного. Якопо продолжал опекать его, пока Джованни не исполнилось 17 лет.
С раннего возраста Джованни отличался физической активностью. Он усердно занимался верховой ездой и фехтованием. Вскоре проявились его способности в военных искусствах. Ещё в 12-летнем в драке между враждующим компаниями мальчиков Джованни совершил убийство. За это и другие проступки его дважды изгоняли из Флоренции (в частности в 1511 году). Когда Сальвиати в 1513 году был назначен послом в Рим, с ним уехал Джованни. В Вечном городе юноша незамедлительно начал ввязываться в различные стычки. Наконец, он был введён в ряды папского ополчения. Во многом это произошло благодаря ходатайству Якопо Сальвиати, направленному папе Льву Х. Тот был братом Лукреции Сальвиати. В свою очередь, в 1516 году Якопо выдал за Джованни свою дочь Марию.

### Военная карьера

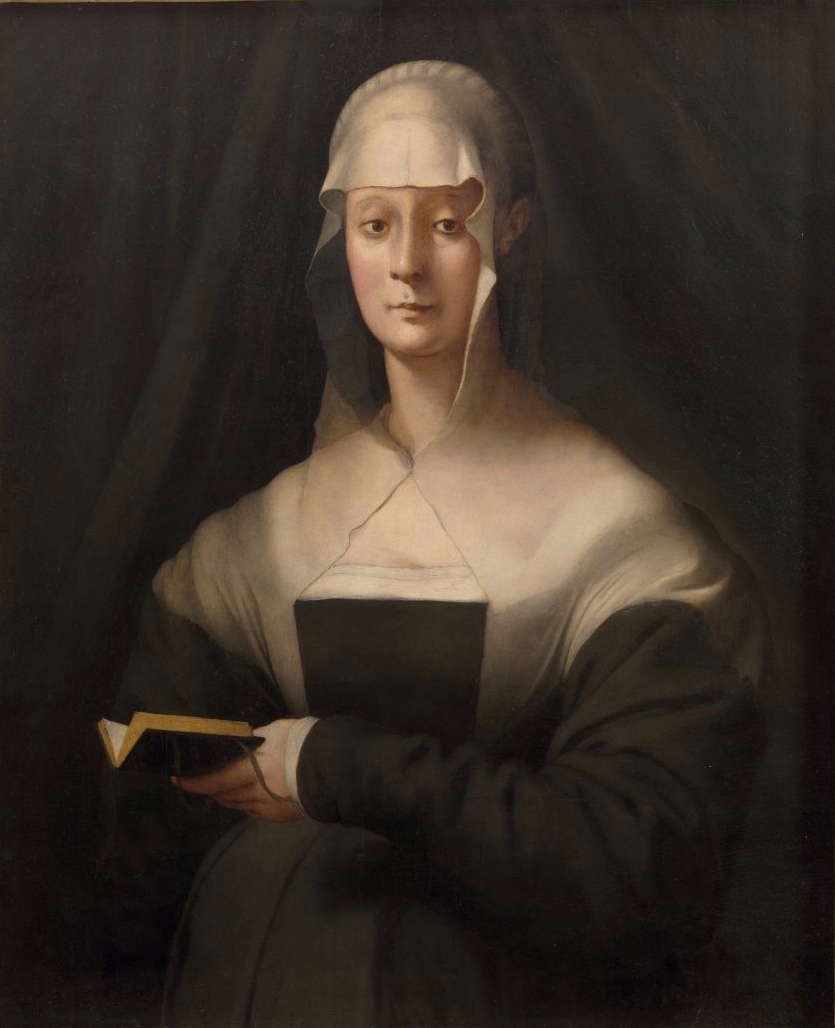
Портрет Марии Сальвиати работы Понтормо

Джованни был на службе у папы Льва Х (Джованни ди Лоренцо де Медичи), и получил крещение огнём 5 марта 1516 года в битве против Франческо Мария делла Ровере, герцога Урбинского.
Джованни подался в кондотьеры — стал наемным военным капитаном. С тех пор он сформировал собственную армию, экипированную легкими конями и специализирующуюся на быстрых, но разрушительных атаках, хитрой тактике и засадах.
В 1520 году он одержал победу против нескольких мятежных баронов в Марке. В следующем году Лев Х становится союзником императора Карла V против Франциска I, Джованни оказывается под командованием Просперо Колонна и одерживает победу над французами в октябре при Ваприо д’Адда, открыв тем самым путь к Павии, Милану и Пьяченце. К этому моменту слава о нём, как одном из самых способных военачальников Италии распространяется по всей стране.

### Чёрные полосы и дальнейшая служба
В знак траура в связи со смертью Льва Х (1 декабря 1521 года), дяде своей жены и четвероюродному брату по линии Медичи, Джованни добавляет чёрные полосы на свой герб, по причине сего получив своё прозвание «делле Банде Нере», то есть «в чёрные полосы». До этого они были белыми и фиолетовыми. Соответственно, его вооруженные формирования получили название «Bande Nere» — что, по созвучию с итальянским словом Banda («банда»), звучало впечатляюще, почти как «чёрные отряды». Кроме того, тактический успех его отрядов был так велик, что он заслужил прозвище «Невидимка». После смерти Льва Х единственными законными представителями династии Медичи остаются Джованни и его 6-летний двоюродный племянник Лорензаччо, но Джованни не интересовала борьба за политическую власть над Флоренцией, так как он был сильно увлечён своими военными успехами.
Около 1523 года к Джованни из Рима приехал писатель Пьетро Аретино, вынужденный скрываться из-за своих насмешек над папством. Кроме того, на службе у Джованни некоторое время состоял писатель Маттео Банделло, автор оригинальных «Ромео и Джульетты».
Аретино пишет о нём:

Никогда он не оставлял для себя большей части в жалованье и добыче, чем отпускал своим солдатам. Тяготы и лишения терпел с величайшим спокойствием. В деле не носил никаких знаков отличия, и от соратников можно было отличить его только по сразу приметной доблести. В седле он всегда был первым, из пеших последним. Людей же ценил только по достоинству, не глядя на богатство или сан. Дела его всегда были лучше его слов, но и в совете он не пожинал всуе плодов своей славы. Он поистине удивительно умел управлять своими воинами, когда надо — лаской, когда — гневом. Праздность была ему ненавистнее всего на свете. Его добродетель была без сомнения природной, а других грехов, кроме свойственных юности, не было; будь то угодно Господу и проживи он дольше, всякому его доблесть была столь же явной, сколь и мне ныне. Сердцем он был поистине благосклоннейшим из людей. Кратко скажу, что многие будут ему завидовать, но никому не будет дано подражать ему.

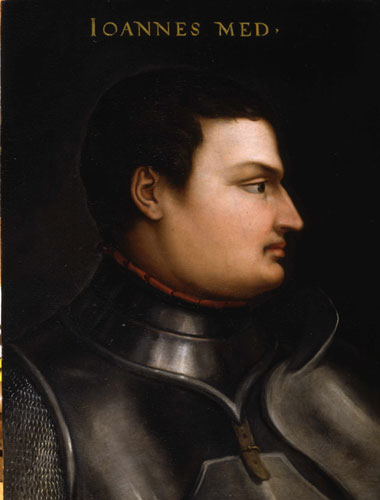
Портрет Джованни, работа Кристофано дель Альтиссимо[[:en:Cristofano dell'Altissimo|^{[en]}]]

В августе 1523 года Джованни был нанят императором, а в январе 1524 года разбил французов и швейцарцев при Каприно-Бергамаско. В том же году ещё один Медичи — Джулио (двоюродный дядя жены Джованни) — под именем Климент VII стал папой римским. Новый папа выплатил Джованни все долги, но взамен приказал перейти на сторону французов, с которыми Рим заключил союз против императора. Собственно Джованни обещали вернуть материнские земли — Форли и Имолу.
Джованни не принимал участия в битве при Павии, но вскоре был серьёзно ранен в перестрелке и отправился в Венецию на лечение.
В сентябре 1526 года наёмники могущественного семейства Колонна  державшего сторону императора Карла, вошли в Рим и подступили к Ватикану, рассчитывая запугать Климента VII и заставить его заключить выгодный для императора мир. Нападение было отражено отрядами Джованни делле Банде Нере.

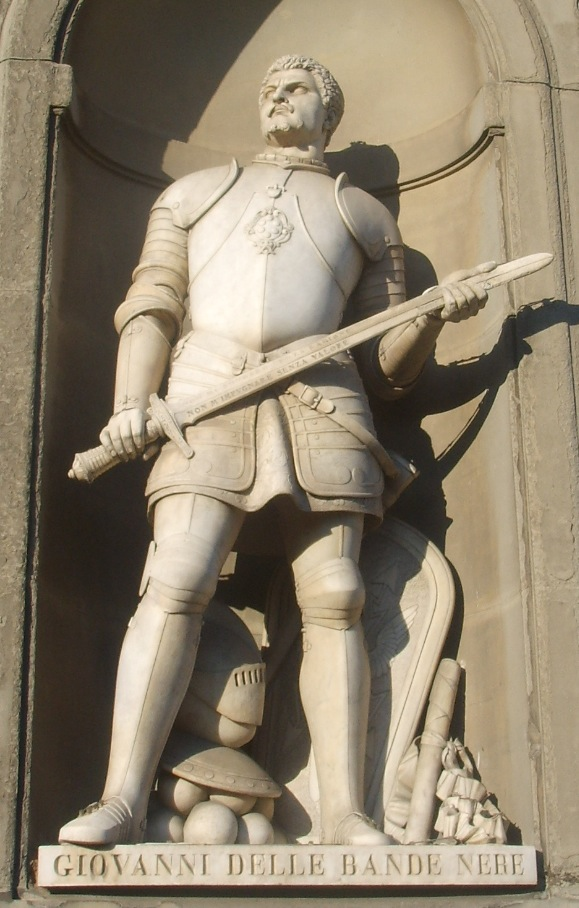
Памятник Джованни в галерее Уффици во Флоренции.

### Смерть
В 1526 году вспыхивает война Коньякской лиги. Её главнокомандующий, Франческо Мария делла Ровере, бросает Милан перед лицом превосходящих сил противника — армии императора во главе с Георгом фон Фрундсбергом. В это время Джованни сумел отразить наступление арьергарда ландскхнетов при слиянии По с Минчией, но вечером 25 ноября он был ранен в сражении близ Говерноло из фальконета чуть повыше колена. Его перевозят в Мантую. Там он умирает от гангрены 30 ноября 1526 года.
Пьетро Аретино в своем письме, которое считается одним из первых образцов военной журналистики, описывает его кончину, которая поразила всех благородством, так:
Джованни согласился на ампутацию ноги лишь после того, как, придя в полное сознание, увидел собственными глазами свою гниющую конечность. «Отрежьте немедленно!» –  вскричал он. Хирурги запалили факелы, расстелили белые простыни и привели восьмерых мужчин, чтобы держали пациента. Вооружившись пилой, они приготовились ампутировать ногу ниже колена, когда Джованни вдруг заявил, что и двадцати солдат не хватит, чтобы удержать его. Еще он потребовал, чтобы принесли свечу и чтобы ему было видно, как режут ногу. (Он держал эту свечу сам). Я бежал от этой сцены, рассказывал Аретино, как вдруг слышу  –  меня зовут. «Я исцелен», –  проговорил Джованни и указал на отрезанную ногу. Потом он уснул. За два часа до рассвета, терзаемый угрызениями совести, он стал кричать, что более, чем смерть, его мучает мысль о том, какими болванами показали себя его солдаты. 

Он пригласил к себе герцога Урбинского, составил завещание и просил герцога выполнить его. Родным и близким он отписал тысячи скудо, оставив несколько монет на собственное погребение. Затем потребовал исповедника. «Падре, –  сказал он, –  я жил по-солдатски и не хочу лгать перед смертью: каждый может стать моим исповедником, потому что я не совершал низких поступков. Верю, что именно этим послужил Богу». 

Подошел герцог, продолжал Аретино, и, с трепетом поцеловав его, молвил: «Просите о любой милости, какая в моих силах». Джованни отвечал: «Прошу одного: любите меня после моей смерти. А теперь пришлите Козимо». 

Привели маленького сына; отец обнял его и, поворотившись к герцогу, попросил: «Обучите его быть смелым и справедливым. На вас оставляю. Лига победит». Так они разговаривали, продолжал Аретино. Наступила ночь, и ночью я читал вслух стихи: ему хотелось забыться в поэзии. Он попросил о соборовании, потом сказал: «Не хочу умирать в этих тесных стенах, весь в повязках и крови. Вынесите меня на улицу». Тут же приготовили походную лежанку на траве, и едва тело его коснулось постели, как он уснул вечным сном.
Был похоронен в церкви св. Франциска в Мантуе, но в 1685 году его останки были перенесены во Флоренцию и похоронены в фамильном мавзолее его потомков. Когда в 1857 году гроб вскрыли, обнаружили его тело в чёрном доспехе и с ампутированной ногой.
Как отмечается, солдаты Джованни были в величайшем расстройстве из-за его гибели. В честь него они надели траур и под чёрным знаменем одержали ряд побед. Большинство из них были из земель его матери — Имолы, и когда годы спустя в Романье началось восстание против его сына — Козимо, старые ветераны значимо поддержали сына своего покойного командира.
Ранняя смерть Джованни в возрасте 28 лет стал знаковой, и ознаменовала конец эпохи кондотьеров, с их методом использования рыцарей на конях, закованных в доспехи, которые оказались устарелыми в эпоху артиллерии — от которой Джованни и погиб.

## Семья

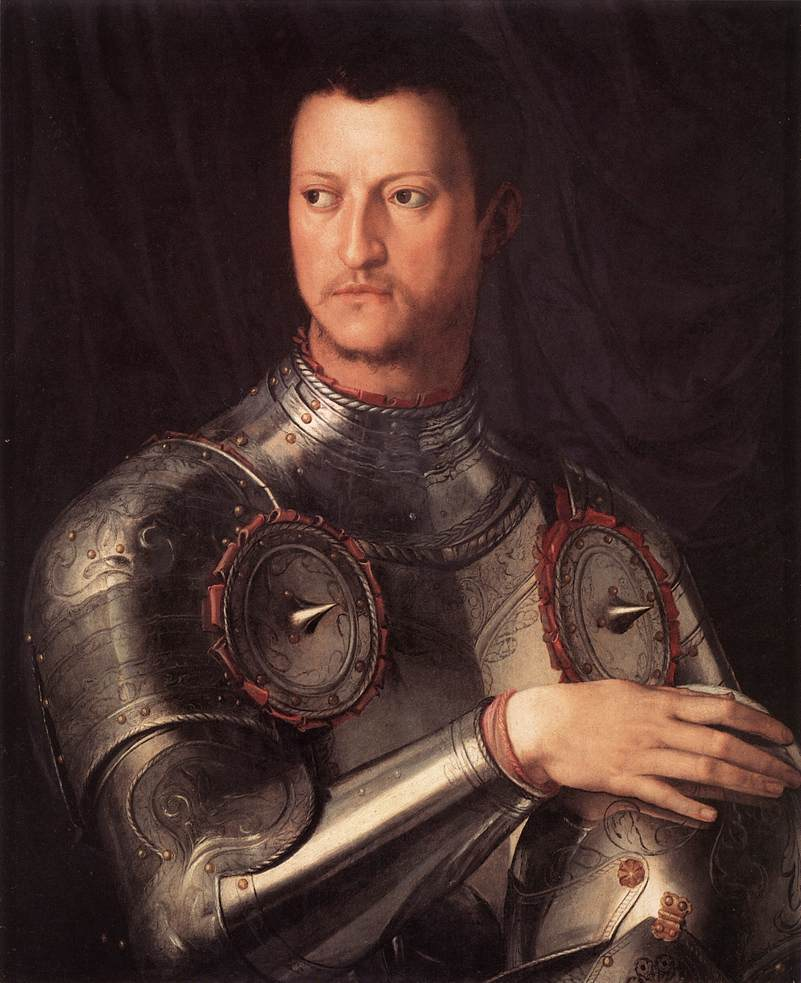
Портрет Козимо I в доспехах работы Бронзино.

В ноябре 1516 года Джованни женился на Марии Сальвиати, дочери его опекуна Якопо Сальвиати и Лукреции Медичи, внучке Лоренцо Великолепного, вместе с которой вырос. Их единственный ребёнок Козимо, родившийся 12 июня 1519 года и названный так по просьбе папы Льва Х в честь основателя рода Медичи, после угасания основной линии Медичи овладел Флоренцией и стал вторым герцогом Тосканским. Через внучку Козимо королеву Франции Марию Медичи Джованни стал предком многих европейских королевских родов.

## В искусстве
- Несохранившиеся работы Джулио Романо: посмертная маска и портрет[7].
- Упоминается портрет, написанный с этой маски другом Аретино — Тицианом, который Аретино послал во Флоренцию герцогу Козимо[8]. Видимо, не сохранился. Во флорентийской галерее Уффици находится работа малозначительного художника Джан Паоло Паче.
- Battista Naldini. Двойной портрет вместе с женой, Марией Сальвиати, 1585-6, часть Serie Aulica.
- Упоминается прижизненный портрет кисти Тициана, который мог быть написан в 1523 г.[3]
- Зала в его честь — Sala di Giovanni delle Bande Nere в Палаццо Веккьо. На фреске изображено, как банда Орсини пытается взять Джованни в плен — эпизод первого года жизни Джованни в Риме.
- Флоренция, у выхода из церкви Сан-Лоренцо, памятник Джованни делле Банде Нере, Центральный рынок, палаццо Вивиани, работы Баччо Бандинелли, поставлен в 1537 году его сыном, герцогом Козимо.

## Кинематограф
- «Giovanni dalle bande nere», 1911, реж. Mario Caserini
- «Condottieri» (Giovanni dalle Bande Nere), 1937, реж. Luis Trenker e Werner Klingler (1937)
- «I condottieri, Giovanni delle bande nere», 1950, реж. Luis Trenker
- «Giovanni dalle bande nere», 1956, реж. Sergio Grieco
- «Великий Медичи: рыцарь войны» (Il Mestiere delle armi, 2001). Совместно итало-франко-германо-болгарская историческая лента о войнах и смерти Джованни делле Банде Нере. Повествование ведется от лица Пьетро Аретино[9].

## Прочее
- Итальянский легкий крейсер типа «Альберико да Барбиано» получил имя «Джованни делле Банде Нере». Им командовал адмирал Франко Маугери. заложен 31 октября 1928 г., спущен 27 апреля 1930 г., вошёл в строй в апреле 1931 г. Погиб у о. Стромболи от торпедного залпа британской подводной лодки весной 1942 г.